# マヌエル・ガルシア・サンチェス
マヌ・ガルシア（Manu García）ことマヌエル・アレハンドロ・ガルシア・サンチェス（Manuel Alejandro García Sánchez、1986年4月26日 - ）はスペインのサッカー選手。ポジションはMF。

## 経歴
2012年6月にデポルティーボ・アラベスに移籍した。加入初年度は37試合に出場し、チームのセグンダ・ディビシオン昇格に貢献した。
2015-16シーズンは37試合に出場し5得点を記録。チームのラ・リーガ初昇格を助けた。
2021年5月26日、9シーズンを過ごしたアラベスを退団することを発表した。在籍9シーズンで公式戦308試合に出場したが、これはクラブ史上歴代最多出場記録を持つマルティン・アストゥディージョの346試合に次ぐ記録である。
2021年8月9日、アリス・リマソールに加入した。
2022年、CDミランデスに1年契約で移籍した。